# Tunnelhill
Tunnelhill est un borough situé en limite des comtés de Blair et Cambria, en Pennsylvanie, aux États-Unis,. En 2010, il comptait une population de 363 habitants. Il est incorporé le 5 décembre 1876.

## Démographie
Lors du recensement de 2010, le borough comptait une population de 363 habitants. Elle est estimée, le 1er juillet 2019, à 1 774 habitants.

### Source de la traduction
- (en) Cet article est partiellement ou en totalité issu de l’article de Wikipédia en anglais intitulé « Tunnelhill, Pennsylvania » (voir la liste des auteurs).